# Pak Kunhje
Pak Kunhje (hangul: 박근혜, handzsa: 朴槿惠, RR: Park Geun-hye; Tegu (Daegu), 1952. február 2. –) dél-koreai politikus, 2013 és 2016 között az ország első női államfője.

## Élete
Kilencéves volt, amikor édesapja, Pak Csong Hi (Park Chung-hee) – aki 1963-1979 között volt Dél-Korea elnöke – katonai puccsal magához ragadta a hatalmat. Anyja 1974-es meggyilkolása után first lady volt az apja mellett, akit – a „három Kimet” (Kim Jongszam (Kim Young-sam), Kim Dedzsung (Kim Dae-jung), Kim Dzsongphil (Kim Jong-pil)) leszámítva – az ország legbefolyásosabb politikusának tartottak. Apja halála után eltűnt a közéletből, de 1998-ban visszatért. 2004 és 2006, valamint 2011 és 2012 között a konzervatív Nagy Nemzetpárt (2012-től Szenuri (Saenuri) Párt néven) elnöke. 2012-ben megnyerte az elnökválasztást, így 2013 februárjától Dél-Korea első női elnöke volt.
2016-ban gyűrűző korrupciós botránya során megvádolási eljárással az ország nemzetgyűlése, a Kukhö felfüggesztette. Az alkotmánybíróság végleges döntéséig, amelyet helyi idő szerint 2017. március 10-én délelőtt 11 órakor hirdettek ki, ideiglenesen Hvang Gjoan (Hwang Gyo-an) miniszterelnök töltötte be a posztot. Március 31-én, több órás kihallgatás után letartóztatták.
2018. április 6-án a bíróság 24 év börtönre ítélte a volt elnöknőt és 18 milliárd von büntetés megfizetését is kiszabta. Pak (Park) nem jelent meg az ítélethirdetésen, melyet a televízió élőben közvetített. 2021-ben Mun Dzsein elnök kegyelemben részesítette Pakot, így Pak december 31-én elhagyhatta a börtönt.